# Pierre Gonzalez
Pour les articles homonymes, voir Pedro Gonzalez (homonymie) et Gonzalez.
Saint Pierre Gonzalez (Pedro González Telmo en espagnol), né vers le 9 mars 1190 à Frómista dans la province de Palencia, et mort le  15 avril 1246 à Tui en Galice, aussi connu sous le nom de saint Elme (San Telmo en espagnol), est un prêtre dominicain espagnol. Il est fêté le 14 avril.

## Biographie
Pedro González est né dans une famille noble : son oncle Anderico était l'évêque de Palencia. Après des études à l'université de Palencia, il a été ordonné prêtre et nommé chanoine par son oncle. Quand il entrait à Palencia pour fêter ça, son cheval le jeta dans la boue. Le chanoine humilié réévalue sa vocation et démissionne de son poste pour entrer dans l'ordre dominicain.
Il a servi pendant quelque temps comme prédicateur de la cour du roi Ferdinand III de Castille. Plus tard dans sa vie, il se rendit dans les Asturies et en Galice pour prêcher parmi le peuple.
Il meurt le 15 avril 1246 à Tui en Galice et est enterré dans la cathédrale locale.

## Béatification
En 1258, Gil Pérez de Cerveira, évêque de Tui, envoya au chapitre général des dominicains de Toulouse une liste de 180 miracles attribués à Pedro González. Cette liste a servi de base à l'inclusion d'une brève biographie dans les Vitae fratrum de Gérard de Frachet en 1260. Mais ce n’est qu’en 1741 que, à la demande du maître de l’ordre Tomás Ripoll (es), le pape Benoît XIV a reconnu Pedro comme saint. 
Il est fêté le 14 avril d’après le Martyrologe romain.

## Iconographie
Pedro González est souvent représenté comme dominicain tenant une bougie bleue ou une bougie à flamme bleue; dominicain étendu sur son manteau qui est étendu sur des charbons ardents ; dominicain tenant le feu à mains nues; dominicain attrapant le poisson à mains nues ; ou dominicain au bord de l'océan, tenant ou protégeant un navire.